# Жупник, Збигнев
Зби́гнев Жу́пник (пол. Zbigniew Żupnik); 26 мая 1951, Краков — 27 июля 2000, Краков) — польский художник. Обучался в Краковской академии искусств у Адама Марджински. Является автором множества картин.

## Выставки
- Личные:
  - 1977 – Краков
- С другими художниками:
  - 1977 – Краков, Dyplomaci II (Дипломаты II)
  - 1980 – Краков, Warsztaty (Мастерские)
  - 1980 – Париж, L'art des jeunes (Молодежное искусство)
  - 1980 – Лодзь, Sztuka młodych (Молодежное искусство)